# SN 1997ar
SN 1997ar – supernowa odkryta 5 marca 1997 roku w galaktyce A134731+0226. W momencie odkrycia miała maksymalną jasność 23,00m.